# !O!ung
!O!ung, Cungo, ǃKung ou !ʼOǃKung é um grupo de dialetos norte das Línguas Juu, que formam um "continuum", considerado como parte da família das Línguas khoisan. Cungo é falado no norte da Namíbia. sul de Angola por cerca de 15 mil pessoas do grupo San. Essa quantidade é incerta, pode haver dupla contagem, em função de grupos com mais de uma denominação. É falada pelo povo !kung. 

## Outros nomes
!O!ung também é conhecida como Qxü, ǃXû(n), ǃKu, ǃHu, ǃKhung, ǃXung, !O!kung e regionalmente chamada de Maligo ou ǃXu-Angola, ǃKung-Ekoka, ʼAkhoe, Vasekela.

## Geografia
!O!ung é falada na Namíbia e em Angola, nas proximidades do rio Okavango e território de Ovamboland, área da Fronteira Angola-Namíbia.

## Fonologia
!O!ung apresenta um dos maiores inventários de sons dentre as línguas do mundo. A quantidade total depende de como cada linguista considera os "Cliques" presentes na língua, mas algumas autoridades mais confiáveis consideram que são 48 os sons "cliques". O dialeto "Ju" apresentam ainda mais sons..
Alguns contrastes do !O!ung:
- Cliques Pulmônicos - twa concluir, finalizar vs ǂwa imitar
  - Consoantes pulmônicas
    - Sonora - muda não aspirada - muda aspirada "stop": da pela, ta laranja selvagem, tʰa ferrão da abelha
    - Sonora - muda não aspirada - muda aspirada - ejetiva africativa: djau expressão de surpresa, tca buscar, ʦʰe semana, tcʼa chover, irrigar
    - Sonora - muda fricativa: za insultar sexualmente, se ver

  - Consoantes Clique
    - Sonora não aspirada  - sonora aspirada: ɡǃaĩ hálito de víbora, ɡǃʰeĩ árvore
    - Muda não aspirada  - muda aspirada: ǃẽ ruído, ǃʰã saber
    - Não africativa - africativa livre: ǃo atrás, ǃxo elefante
    - Cheia - glotalizada livre: ǃábí enrolar um cobertor, ǃˀàbú rifle
    - Cheia - nasalizada: ǀi rinoceronte, nǀi sentar
- Vogais
  - Cheia - nasalised: ɡǃa chuva, ɡǃã veremelho
  - Cheia - faringezada: nǀom lebre saltadora, nǀo̱m tagarela
  - Curta - longa ǀu 'lançar, ǀuː colocar dentro

!O!ung distingue entre três a cinco Tons em suas vogais.

## Gramática
!O!ung é, em geral, uma língua isolada, na qual o significado das palavras varia pela adição de outras palavras separadas (artigos, adjetivos, advérbios, preposições, etc), não com Afixos ou com alterações na estrutura da palavra. Há uns poucos Prefixos, usados, por exemplo, para plurais distributivos que são formados com Sufixos -si or -mhi nos substantivos. Em geral, porém, os significados ão expressos por grupos de palavras, não por afixos.
Em !O!ung não há uma distinção formal do plural, sendo os sufixos -si and -mhi são opcionais no uso. Sua tipologia é Advérbio-Sujeito-Verbo-Objeto. Por exemplo: "a serpente morde o homem" é representada como ǂʼaama nǃei zhu (ǂʼaama - serpente, nǃei - morder, zhu - homem). Kung-ekoka aplica contornos tonais para palavras e para frases. O vocabulário é diferenciado de forma fina e detalhada para animais, plantas e condições típicas do Kalahari, onde a língua é falada. Uma planta local, a Grewia é denominada por cinco palavras diferentes, uma para cada subespécie da planta.